# ロジャー・バーネット
ロジャー・バーネット (英: Roger Peter Burnett、1960年3月2日- ) は、イギリス・リンカンシャー出身の元モーターサイクル・ロードレーサー。

## 経歴
1981年からロードレースに参戦開始し、1983年マン島TTレースでファースト・ニューカマー（新人賞）を受賞する。1984年、ヨーロッパ選手権の500ccクラスに参戦しランキング3位。1985年はイギリス選手権の500ccクラスでランキング2位、イギリスTT-F1クラスランキング3位と国内での実績を重ねる。WGPには1984年のイギリスGPにスズキ・RGB500でスポット参戦しグランプリデビュー。翌1985年のイギリスグランプリ、GP500クラスにはイギリス・ホンダから出走し、ロスマンズカラーのRS500でスポット参戦、8位に入賞しポイントを獲得。
この1985年はマン島TTレースで優勝を果たすなど、イギリス国内で「未知数な部分もあるが、ニール・マッケンジー同様WGPに出てもかなり活躍するのではないか」との評価もされた。
1987年、ホンダの純然たるワークス・チームではなかったが、前年までイギリス・ホンダ監督でロン・ハスラムやワイン・ガードナーをGP500で育てたバリー・シモンズが興した新チームに、ワークスと同じくロスマンズがスポンサーに付き、1年型落ちではあるが86年型のNSR500が貸与されることになり、このチームのライダーとしてバーネットが起用された。1シーズンWGP500にフルエントリーし、コンスタントに10位以内でポイント獲得を重ね時に最新型NSRに乗るピエールフランチェスコ・キリや八代俊二とバトルを繰り広げることもあった。第12戦サンマリノGPで最高位となる6位を記録した。
1988年は新たに発足されたスーパーバイク (SBK) カテゴリーに転向、開幕戦でポールポジション獲得と第2ヒートで3位表彰台獲得など見せ場を作った。シーズン終盤は負傷した八代の代役としてWGP500に参戦、イギリスGPで9位、スウェーデンGPでは8位に入賞。スーパーバイク世界選手権には1991年まで参戦した。
引退後はイギリスの後進となるニール・ホジソン、ジェームス・トスランド、ジョナサン・レイのマネージメントを担当し、キャリアをサポートした。

## レース戦歴

### ロードレース世界選手権
| 年     | チーム                     | クラス | マシン              | 1   | 2   | 3   | 4   | 5   | 6   | 7   | 8   | 9   | 10  | 11  | 12  | 13  | 14  | 15  | 順位 | ポイント |
| ------ | -------------------------- | ------ | ------------------- | --- | --- | --- | --- | --- | --- | --- | --- | --- | --- | --- | --- | --- | --- | --- | ---- | -------- |
| 1987年 | ロスマンズ・ホンダブリテン | 500cc  | ホンダ・NSR500 (86) | JPN | ESP | GER | ITA | AUT | YUG | HOL | FRA | GBR | SWE | CZE | SMA | POR | BRA | ARG | 11位 | 39       |
| 1988年 | ロスマンズ・ホンダ         | 500cc  | ホンダ・NSR500      | JPN | USA | ESP | EXP | NAC | GER | AUT | HOL | BEL | YUG | FRA | GBR | SWE | CZE | BRA | 18位 | 15       |

### 鈴鹿8時間耐久オートバイレース
| 年   | チーム                     | ペアライダー         | 車番 | マシン            | タイヤ | 予選順位 | 予選タイム | 決勝順位 | 周回数 |
| ---- | -------------------------- | -------------------- | ---- | ----------------- | ------ | -------- | ---------- | -------- | ------ |
| 1990 | ラッキーストライク・スズキ | ニール・マッケンジー | 2    | スズキ・GSX-R750R | D      | 36       | 2'19”664   | Ret      | 32     |